# Mariner 5
Mariner 5 (Mariner Venus '67) byla americká kosmická sonda z programu Mariner, která byla určena pro průzkum Marsu v programu Mars 1964. Pro let k Marsu byly vyrobeny tři identické sondy , dvě letové a třetí záložní pro případ, že by se první dvě nepodařilo navést na dráhu k Marsu. Mariner-4 se podařilo na dráhu  Marsu navést a záložní sonda tedy neletěla. Po excelentí práci Marinera 4 bylo rozhodnuto,že záložní sonda poletí k Venuši. Pro let byla upravena, zmenšeny na polovinu sluneční panely, demontován zobrazovací sestém, přidán UV skener a přemístěna čidla Slunce a Canopu. V evidenci COSPAR je vedena s označením 1967-060A.

## Průběh letu
Na svojí cestu odstartovala 14. června 1967 z kosmického střediska Eastern Test Range na Floridě za pomoci rakety Atlas Agena D 2L.
Na oběžné dráze Země byla sonda restartována k získání potřebné rychlosti a navedení na dráhu k Venuši. Dne 20. června 1967 byla provedena zážehem motoru na 18 sec nutná korekce dráhy.
Průlet u planety uskutečnila 19. října téhož roku ve vzdálenosti asi 3990 km a provedla vědecká měření s přenosem ze záznamu na Zem. Mezi její úkoly patřilo měřit magnetické pole Venuše, odrazivost radiových vln a emisi UV záření planetární atmosférou. Tyto údaje byly srovnávány s měřeními sovětské sondy Veněra-4 z října téhož roku. Pikantní je, že Sověti ve stejném okně poslali k Venuši přistávací sondu Veněra-4, která jako první z přehršle sovětských sond k Venuši jako první funkční k planetě doletěla a po vstupu do atmosféry zahájila měření a komunikaci se Zemí. Při dosažení vnějšího tlaku 18 atm a teploty 295°C byla sonda ve výšce 20 km nad povrchem rozdrcena. Ačkoli měření amerických sond Mariner-2 a 5 určovala tlak a teplotu na Povrchu Venuše na 100 atm a 500°C Sověti vydali zprávu o úspěšném přistání sondy na povrchu, poslední Venerou-4 naměřené údaje prezentovali jako údaje naměřené na povrchu a americká data označili jako nepřátelskou propagandu. Bylo by to úsměvné, kdyby své další sondy nepostavili na tlak " pouze " 27 atm a díky tomu Venery 5 a 6 byly rozdrceny ve výškách kolem 10 km nad povrchem.
Sonda Mariner 5 přestala fungovat v listopadu 1967, od té doby je na heliocentrické dráze.